# Lodrö Gyatso
Lodrö Gyatso  (1546-1618) was een Tibetaans geestelijke. Hij was de vijfde tulku als Lab Kyabgön.
Hij was de dertigste Ganden tripa van 1615 tot 1618 en daarmee de hoofdabt van het klooster Ganden en hoogste geestelijke van de gelugtraditie in het Tibetaans boeddhisme.
Lodrö Gyatso werd geboren in Tolung in 1546. Op jonge leeftijd werd hij toegelaten tot het Kjormolungklooster waar hij de voor het kloosterleven gebruikelijke basisopleiding volgde. Daarna bestudeerde hij de soetra- en tantra -onderwerpen conform de Gelugtraditie en werd een bekend geleerde. Tot zijn leermeesters behoorden de 25e Ganden tripa, Päljor Gyatso (1526-1599), Gyuchen Namgyel Tsangpo en Gungru Chokyi Jungne, die de 17e abt was van het Gomang-college bij het Drepungklooster.
Na het beëindigen van zijn studies diende Lodrö Gyatso als abt in de kloosters van Sangpu en Gyume en gaf onderricht in soetra- en tantra-onderwerpen. Ook werd hij abt in zijn eerste klooster Kjormolung.
Choje Lodrö Gyatso, die het Jangtse-college van het Gandenklooster oprichtte, noemde het Tosamling of "een plaats voor studie en bezinning." Hij was er de eerste abt. In 1615, op de leeftijd van 70 jaar, werd Choje Lodrö Gyatso de 30e troonhouder van Ganden en daarmee de hoogste abt. Hij bleef dat tot 1618. Trichen Lodrö Gyatso bleef onderwijs geven en gaf leiding aan de religieuze activiteiten zoals het jaarlijkse Monlam gebedsfestival in Lhasa. Volgens sommige bronnen gaf hij ook onderricht aan de 5e Dalai lama Ngawang Lobsang Gyatso.
Tot zijn volgelingen behoorden onder meer Cho Gyatso (1571-1635), de 2e abt van het Kumbumklooster; de 35e Ganden tripa Könchog Chöpel (1573-1644); en Namgyel Päljor (1578-1651), de 5e abt van Kumbum. 
Hij overleed in 1618 op de leeftijd van 73 jaar. Ter herinnering werd een zilveren stoepa geplaatst in het Gandenklooster en werden jaarlijkse gebedsbijeenkomsten gehouden.